# Racing Club de France
Racing Club de France är en sportklubb från Paris, Frankrike. Klubben grundades 20 april 1882 och bar fram till 1885 namnet Racing Club. Klubben har aktivitet inom 13 olika sporter med totalt över 9 000 aktiva (2022).  Inom många av sporterna har den utövare som blivit franska mästare, europamästare, världsmästare eller slagit världsrekord